# Incydent nad Mrkonjić Grad
Incydent nad Mrkonjić Grad – mianem tym określa się zestrzelenie w czerwcu 1995, przez serbską obronę przeciwlotniczą, amerykańskiego samolotu F-16, operującego nad Bośnią i Hercegowiną w ramach, prowadzonej pod auspicjami Organizacji Narodów Zjednoczonych, operacji lotniczej NATO Deny Flight.

## Zestrzelenie

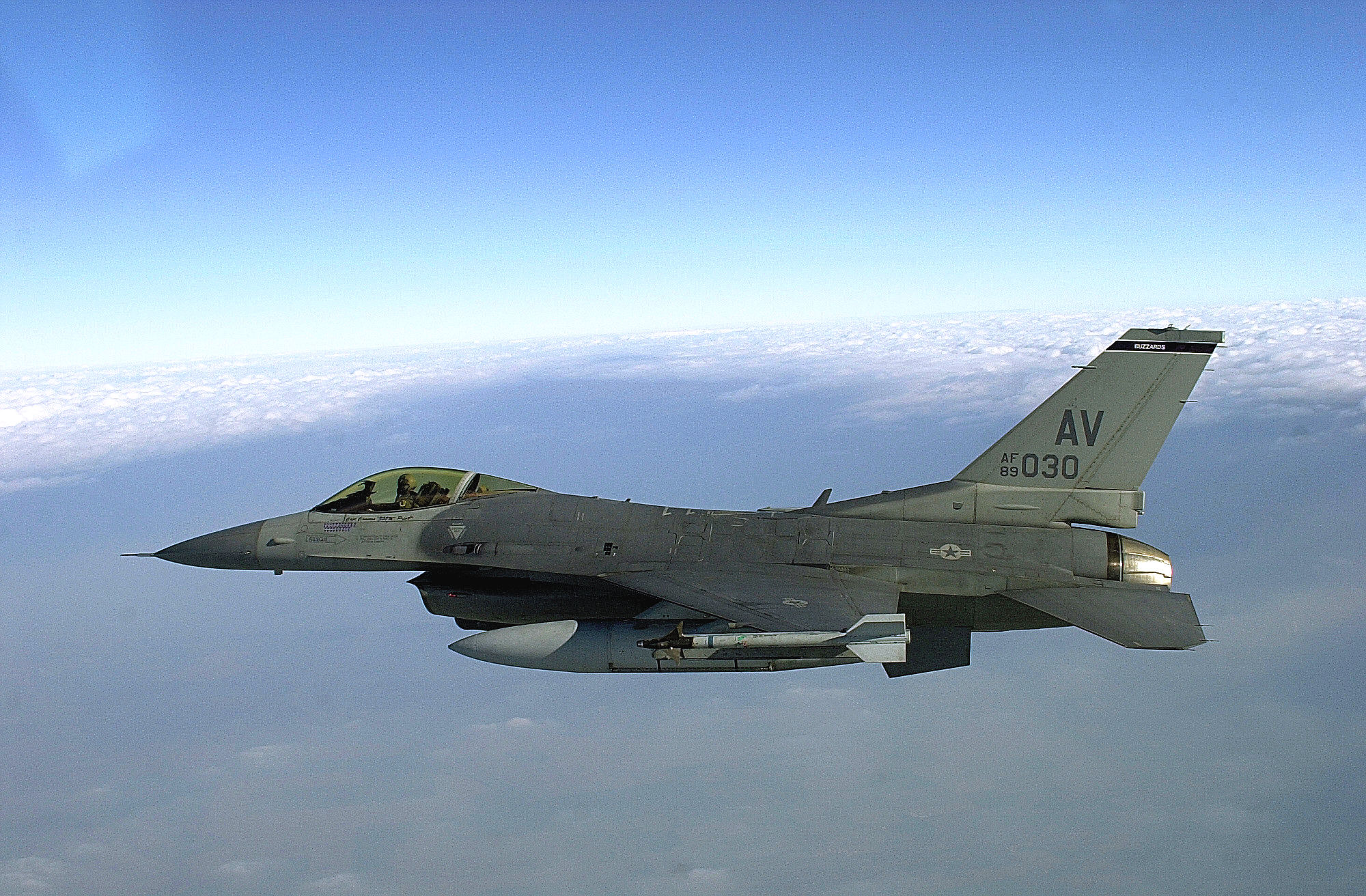
F-16C

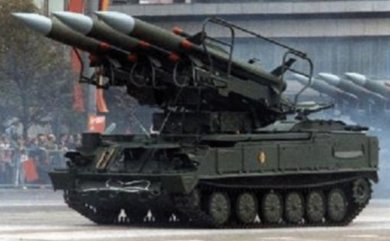
Wyrzutnia rakiet systemu Kub

W piątek, 2 czerwca 1995 o godz. 13:15 dwa samoloty F-16C-40 z 555. Dywizjonu Myśliwskiego „Triple Nickel” 31. Skrzydła Myśliwskiego USAFE wystartowały z bazy lotniczej w Aviano (Włochy) z zadaniem rutynowego patrolu w ramach operacji Deny Flight (kontrola respektowania zakazu lotów nad terytorium Bośni i Hercegowiny wprowadzonego przez ONZ w czasie wojny w Jugosławii). Pilotowali je: kpt. Scott O’Grady (kod „Basher 5-2” – prowadzony) i kpt. Robert G. Wright (kod „Basher 5-1” – prowadzący). Przed startem obydwaj piloci zostali poinformowani o warunkach pogodowych i rozpoznanych pozycjach serbskich. O 13:45 znaleźli się nad Bośnią. Zarówno oni, jak i dowództwo operacji nie wiedzieli, że w nocy poprzedzającej lot, Siły Zbrojne Republiki Serbskiej niespodziewanie rozlokowały na południe od 45 równoleżnika (tj. z terenu Serbii właściwej do Północnej Bośni) samobieżne zestawy przeciwlotnicze Kub.
Samoloty patrolowały przestrzeń powietrzną nad Bośnią poruszając się po elipsie opartej o punkty Bihać – Banja Luka – Bosanski Petrovac, lecąc z prędkością poddźwiękową, na wys. 8000 m. O 14:50 system ostrzegawczy F-16 Wrighta zasygnalizował kilkusekundowe namierzanie go wiązką radarową z ziemi. Ponieważ system O’Grady’ego milczał, a fala radiowa mogła pochodzić równie dobrze z jakiegokolwiek innego radaru (nawet lotnictwa cywilnego), po uzyskaniu negatywnej weryfikacji sygnału z AWACS obydwaj piloci zignorowali ostrzeżenie. O 15:03 identyczny alarm ostrzegawczy włączył się w samolocie O’Grady’ego. Biorąc pod uwagę wcześniejsze wydarzenia, pilot uznał go za fałszywy. Sześć sekund później system zasygnalizował wejście maszyny w bezpośredni zasięg radaru pocisku samonaprowadzającego. Pilot włączył system zakłócający i rozpoczął manewry unikowe, jednak było za późno. Dwa (a według innych źródeł trzy) serbskie pociski dosięgły amerykańskie samoloty nad miejscowością Mrkonjić Grad (45 km na pd.-zach. od Banja Luki). Do ostatniej chwili pozostały one niezauważone przez pilotów z powodu niskiego pułapu gęstych chmur. Pierwszy eksplodował pomiędzy amerykańskimi maszynami, a drugi pod kadłubem samolotu O’Grady’ego, rozpoławiając maszynę na dwie części. Ponieważ kokpit ocalał, pilot przeżył i zdążył się katapultować.
Ostrzału dokonały serbskie Kuby. Ich dowódca, pułkownik, którego nazwisko nie zostało nigdy ujawnione, zdawał sobie doskonale sprawę na jakie samoloty poluje i że ich nowoczesne systemy samoobrony są w stanie skutecznie obronić się przed (bądź co bądź przestarzałym) systemem plot. produkcji radzieckiej. Zadanie jakie go czekało nie było jednak takie trudne – amerykańskie patrole, latały po mniej więcej tych samych trasach, na dość ograniczonym terytorium. Wiedział, że samoloty państw regionu respektują ograniczenia lotów w przestrzeni powietrznej nałożone przez ONZ, a więc wszelkie maszyny się w niej znajdujące będą należały do NATO. Pierwszy, jeszcze niedokładny sygnał świadczący o obecności Amerykanów w powietrzu otrzymał od szerokopasmowego radaru poszukiwawczego, na który z kolei NATO, przekonane, że w niczym mu nie zagraża, nie zwracało większej uwagi. Po wykryciu ich obecności, Serbowie włączyli na kilka sekund dokładniejszy radar zestawu Kub, po czym go wyłączyli (pierwszy alarm ostrzegawczy w kabinie Wrighta). Jednak czas, w jakim on pracował, pozwolił im uzyskać dane o kierunku, wysokości i prędkości lotu dwóch F-16. Następnie odpalili rakiety „w ciemno”. Po upływie czasu, w jakim pociski musiały osiągnąć pułap amerykańskich myśliwców, włączyli radar ponownie i dopiero wtedy rozpoczęli właściwą procedurę naprowadzania (alarm ostrzegawczy u O’Grady’ego).

Ci faceci z dołu dobrze znali swój sprzęt. Byli świetnie wyszkoleni i bardzo, bardzo cierpliwi; przygotowali dla nas klasyczną zasadzkę SAM-a. Gdyby nie bardzo mądrze obmyślona i przeprowadzona akcja ratunkowa, mogliby zyskać znakomity atut w przetargach politycznych: po raz pierwszy w Bośni złapaliby lub zabili Amerykanina.

## Akcja ratunkowa

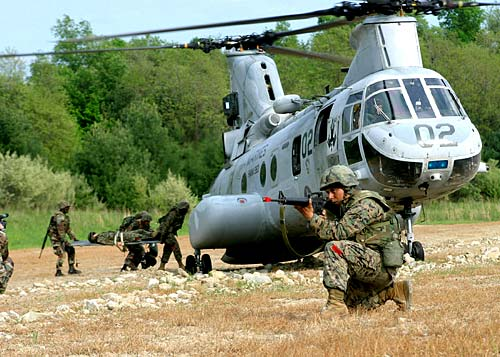
Komandosi z 24. Oddziału Ekspedycyjnego Marines

Po wylądowaniu O’Grady ukrył się w pobliskim lesie, a po dwóch dniach zaczął nocami przedzierać się na pobliskie wzgórza, celem uzyskania łączności radiowej. Poszukiwany przez Serbów (oddziały paramilitarne Serbów bośniackich), którzy zorganizowali na niego obławę, przetrwał stosując zasady S.E.R.E (Survival, Evasion, Resistance, Escape). Pomimo że obława (z użyciem śmigłowców) kilkakrotnie przechodziła koło jego kryjówek, był w stanie skutecznie ukrywać się przez kilka dni. Dysponował ratunkowym nadajnikiem radiowym, jednak jego stosunkowo słaby sygnał, w dodatku nadawany z doliny, nie mógł być wykryty przez naziemne radary lotnictwa i marynarki amerykańskiej, ani przez AWACS. Sam O’Grady włączał go tylko na kilka minut, z obawy o wyczerpanie baterii i przed nasłuchem serbskim (który rzeczywiście odbierał kilka razy jego sygnał).
Jego sygnał radiowy został wykryty 8 czerwca o godzinie 2:08 nad ranem przez kpt. Thomasa O. Hanforda (kod Basher 1-1) z 510. Eskadry Myśliwskiej (należącej do macierzystego 31. dywizjonu O’Grady’ego), który przelatywał nad rejonem zestrzelenia w ramach patrolu strefy zakazu lotów. O 5:30 z okrętu USS „Kearsarge” wystartował zespół ratowniczy (24. Oddział Ekspedycyjny Marines – 43 komandosów na dwóch śmigłowcach Super Stallion osłanianych przez dwie Cobry i cztery Harriery). Pomimo wykrycia przez serbską obronę przeciwlotniczą o 6:48 dokonał on udanej ewakuacji O’Grady’ego, po sześciominutowej akcji na ziemi. Pomimo silnego ostrzału przeciwlotniczego nad Serbską Krainą, o 7:29 grupa bez strat wylądowała na USS „Keasarge”.

## Skutki

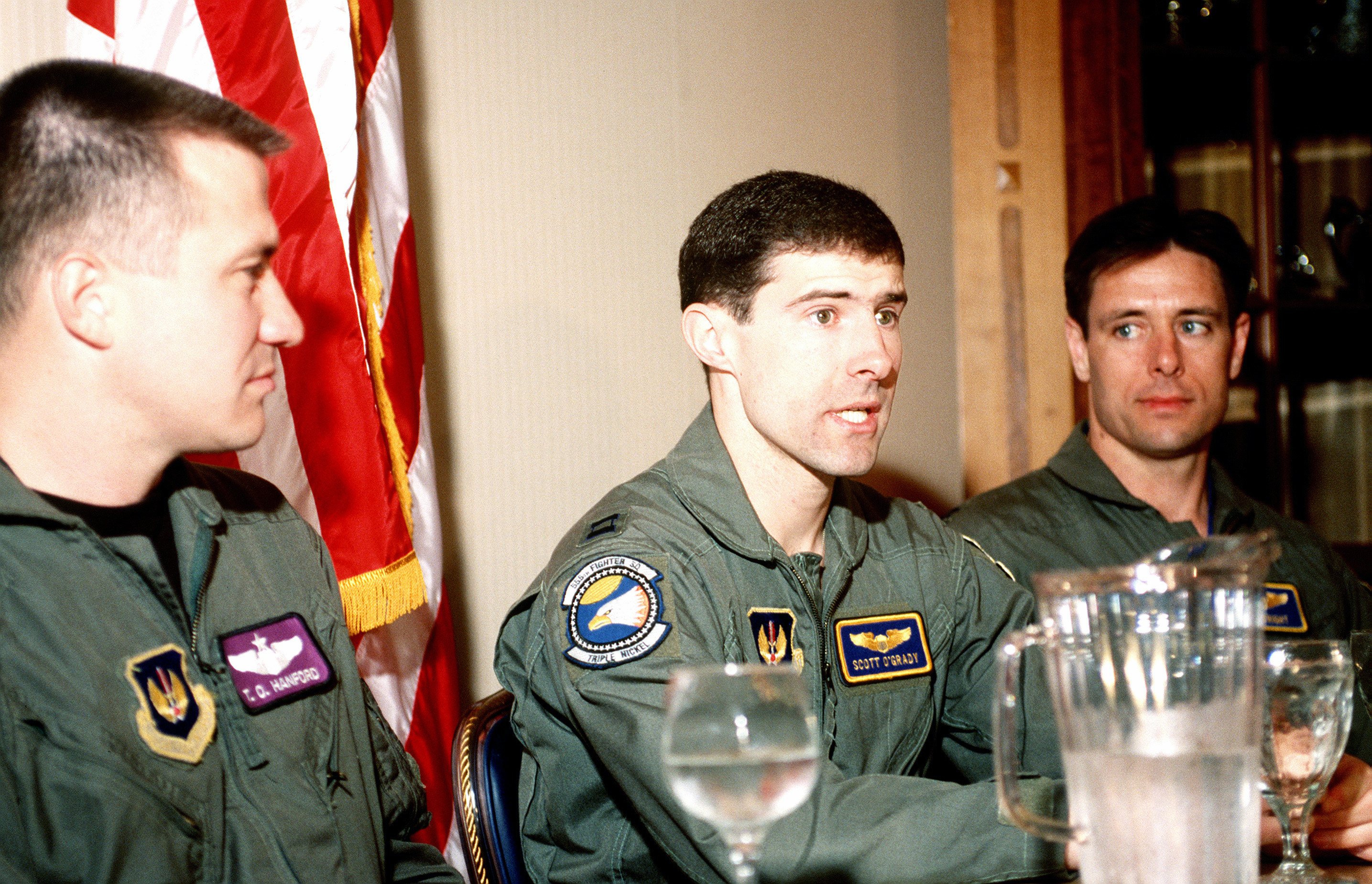
Kpt. Scott O’Grady (w środku) na konferencji prasowej w Aviano wkrótce po uratowaniu.

W następstwie zestrzelenia samolotu, dowództwo NATO radykalnie ograniczyło liczbę lotów nad Bośnią. Ponieważ lokalizacja ruchomych serbskich wyrzutni nie była znana, jedynie kilka samolotów dostało pozwolenie startu i patrolowania terenu i to wyłącznie w ubezpieczeniu samolotów z grupy Wild Weasel. W dniu zestrzelenia, serbskie dowództwo i środki masowego przekazu, poinformowały o śmierci pilota. Pomimo głosów niektórych wyższych dowódców postulujących lotniczy atak odwetowy, ostatecznie NATO nie zdecydowało się na ten krok, z powodu 377 zakładników (żołnierzy sił pokojowych ONZ) ujętych po amerykańskim nalocie na serbskie składy amunicji pod Palami i przetrzymywanych w potencjalnych celach serbskich.
Miesiąc później Serbowie bośniaccy zajęli jedną ze stref bezpieczeństwa ONZ – Srebrenicę i dokonali w niej masakry muzułmańskich mieszkańców. W trakcie ataku lotnictwo NATO nie przeprowadziło żadnej skutecznej kontrakcji przeciwko napastnikom, pomimo próśb dowódcy holenderskich oddziałów ONZ broniących strefy, gdyż dowodzący wszystkimi siłami ONZ w Jugosławii generał Bernard Janvier, wprowadził wcześniej zbyt duże ograniczenia w użyciu lotnictwa, a w krytycznym dniu 10 lipca nie wyraził zgody na bezpośrednie wsparcie lotnicze. Jednak zestrzelenie F-16, obok wcześniejszego zestrzelenia francuskiego samolotu Mirage i dokonanej przez Serbów masakry ludności cywilnej Srebrenicy, stało się powodem zmiany dotychczasowej „miękkiej” taktyki ONZ i NATO w prowadzonej operacji Deny Flight. 30 sierpnia 1995 roku NATO rozpoczęło bardziej agresywną operację Deliberate Force. Była ona wymierzona przeciwko oddziałom Serbów bośniackich, którzy atakowali strefy bezpieczeństwa (enklawy) wyznaczone przez ONZ dla ochrony ludności cywilnej, a także w zintegrowany system obrony powietrznej bośniackich Serbów (operacja Deadeye), w wyniku której system ten został całkowicie zniszczony w ciągu 17 dni.
11 lipca 1995, w pięć tygodni po zestrzeleniu, Przewodniczący Kolegium Połączonych Szefów Sztabów gen. Shalikashvili dostarczył Radzie Bezpieczeństwa Narodowego raport, w którym stwierdzał, że na kilka minut przed zestrzeleniem, system wczesnego ostrzegania i namierzania (AWACS) wykrył obecność SA-6 (kodowe oznaczenie NATO dla Kubów) w bezpośrednim sąsiedztwie obszaru patrolowanego przez amerykańskich pilotów, jednak na skutek „przekłamań w komunikacie głosowym” ostrzeżenie nie zostało przekazane pilotom na czas. Zalecał, aby wszyscy członkowie załóg samolotów biorących udział w walce zostali wyposażeni w urządzenia GPS i radionadajniki satelitarne z zabezpieczonymi częstotliwościami.
Po powrocie do Stanów Zjednoczonych O’Grady został okrzyknięty bohaterem. Znalazł się w centrum uwagi mediów całego świata. W Białym Domu gościł go prezydent Bill Clinton. W 1997 r. opublikował (jako współautor) książkę pt. Basher Five-Two: The True Story of F-16 Fighter Pilot Captain Scott O’Grady, w której opisywał swoje przeżycia podczas zestrzelenia. W 1998 r. opuścił czynną służbę wojskową. W 2007 r. ukończył studia biblijne w Dallas Theological Seminary. Od 2008 r. jest kuratorem młodocianych przestępców z ramienia gubernatorskiej komisji stanu Teksas. Jako aktywny republikanin wspierał reelekcję Georgea W. Busha w 2004 roku. Pod koniec prezydentury Trumpa został mianowany członkiem Defense Policy Board Advisory Committee (DPBAC) – ciała doradczego działającego przy Departamencie Obrony Stanów Zjednoczonych. Został z niej usunięty wraz ze wszystkimi innymi członkami dwa miesiące później, przez administrację Joe Bidena po wygranych wyborach. Aktywnie wspierał reelekcję Trumpa w 2020, a po jej fiasku popierał teorie spiskowe dotyczące sfabrykowania rezultatów wyborów na rzecz Joe Bidena i nawoływał do obalenia ich wyniku.

## Wpływy kulturowe
Z incydentem nad Mrkonjić Grad luźno związana jest fabuła amerykańskiego filmu Za linią wroga (ang. Behind Enemy Lines) z 2001 roku.